# Juan Figueroa
Juan Iván Figueroa – kolumbijski zapaśnik walczący w obu stylach. Złoty i brązowy medalista igrzysk boliwaryjskich w 1981 roku. 